# Crowd Supply
Crowd Supply — це краудфандингова платформа в Портленді, штат Орегон. Платформа заявила, що «більше ніж у два рази успішніше Kickstarter і Indiegogo», і співпрацює з творцями, які її використовують, забезпечуючи наставництво, схоже на бізнес-інкубатор.
Дехто бачить ретельне управління проектами в Crowd Supply як вирішення проблеми відсотка невдач виконання інших платформ краудфандингу. Сайт також слугує онлайн-магазином для інвентаризації успішних кампаній.
Серед відомих проектів платформи — Novena Ендрю Хуанга, ноутбук із відкритим кодом.

## Підтримка Free Software Foundation
У 2015 році Crowd Supply стала сумісною з кампанією Фонду вільного програмного забезпечення Free JavaScript і була схвалена як краудфандингова платформа FSF.